# نادي كارديمير كارابوك سبور
نادي كارديمير كارابوك سبور لكرة القدم (Kardemir Demir Çelik Karabükspor) هو نادي كرة قدم تركي.

## وصلات خارجية
- الموقع الرسمي